# Erbreichsplan

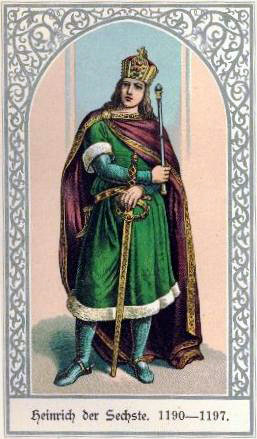
L'imperatore Enrico VI.

L'Erbreichsplan (piano per l'impero ereditario) era un progetto ideato dall'imperatore Enrico VI per trasformare il Sacro Romano Impero da monarchia elettiva a monarchia ereditaria. Tale progetto avrebbe drasticamente cambiato l'assetto dell'Impero, ma Enrico non fu in grado di ottenere un sostegno sufficiente per l'attuazione del progetto e alla fine fu accantonato e dimenticato.

## Il contesto
Enrico, che era stato incoronato imperatore del Sacro Romano Impero nel 1191, intraprese una politica molto aggressiva nell'ambito della protezione e dell'espansione dei diritti della corona imperiale. Nel 1194 invase anche il regno di Sicilia e lo conquistò sottraendola a Guglielmo III. Nello stesso anno, sua moglie Costanza diede alla luce un figlio, Federico II, che, se il progetto fosse andato in porto, avrebbe ereditato sia il titolo imperiale che il Regno di Sicilia. Il sogno di Enrico era di unire definitivamente l'Impero e la Sicilia sotto la dinastia Hohenstaufen.
Sfortunatamente per i piani di Enrico, tuttavia, l'Impero era una monarchia elettiva, il che significava che la presa degli Hohenstaufen sul titolo imperiale dipendeva dalla volontà dei principi tedeschi dopo la morte di ogni imperatore. La presa sull'Impero non poteva mai essere sicura finché il meccanismo di successione era elettorale. Enrico era a conoscenza degli sviluppi in altri paesi europei come nel regno di Francia, dove il principio della monarchia ereditaria era saldamente in vigore e la forza della corona francese stava aumentando. Alla fine Enrico decise di perseguire il progetto per rendere il titolo imperiale ereditario, cercando di avere dalla sua parte i principi dell'Impero.
I principi laici (cioè non i principi-vescovi), da parte loro, temevano i vasti poteri di Enrico. Sebbene la successione ereditaria dei principi (Leihezwang) fosse diventata consuetudine all'interno dell'Impero, non era ancora un diritto formale e in diverse occasioni Enrico si rifiutò di infeudare l'erede diretto di un principe defunto del territorio di quest'ultimo (l'esempio più evidente di questa politica del sovrano, fu la confisca, dopo la morte di Alberto il Fiero, del margraviato di Meißen nel 1195, rendendo questo un feudo vacante, rifiutandosi di infeudare il fratello di Alberto, Teodorico I, del margraviato). Di conseguenza, i principi erano preoccupati per la precarietà dei loro diritti ereditari, ed erano disposti a fare determinate concessioni all'imperatore in cambio del mantenimento di tali diritti.

## Il piano
Dopo la conquista della Sicilia nel 1194, Enrico fu impegnato a organizzare una crociata e a negoziare l'elezione di suo figlio Federico come suo successore all'interno dell'Impero. Nel frattempo i principi secolari manifestavano il loro desiderio di rendere ereditari i loro feudi imperiali e di far sì che potessero essere ereditati anche da parte femminile. Accettando di considerare queste richieste, Enrico fu in grado di ottenere l'accettazione da parte della maggioranza dei principi secolari dell'idea di una monarchia ereditaria. Enrico riuscì ad ottenere anche il sostegno dei principi ecclesiastici annunciando che sarebbe stato disposto a rinunciare al diritto di ius spolii, che era stato usato per anni contro le terre della Chiesa.
Nonostante l'elevato sostegno al suo progetto tra i principi secolari ed ecclesiastici, tuttavia, Enrico non fu in grado di ottenere un accordo per iscritto. Il primo ostacolo al piano fu l'arcivescovo di Colonia, Adolfo di Altena. Oltre ad essere un oppositore di Enrico, Adolfo non era disposto a rinunciare all'alta influenza che la sua posizione tradizionalmente esercitava sulle elezioni imperiali. Egli riuscì ad organizzare una resistenza composta da diversi principi sassoni e di Turingia contro l'imperatore, ed Enrico si rese conto che non sarebbe stato in grado di stabilire una monarchia ereditaria senza trovare resistenza.
Successivamente Enrico si rivolse al papato sperando che, se avesse potuto ottenere il sostegno del papa, la questione sarebbe stata risolta. Papa Celestino III, tuttavia, aveva molte ragioni per opporsi a tale piano, compresa la classica opposizione papale all'espansione del potere imperiale in Italia. Enrico cercò di scendere a compromessi con Celestino, offrendosi di soddisfare diverse richieste papali e probabilmente offrendo anche un incentivo di tipo finanziario. Alla fine il papa decise che i pericoli di una monarchia ereditaria erano troppo grandi e si rifiutò di sostenere l'imperatore.
Enrico trovò il suo progetto per trasformare il suo ufficio in un ufficio ereditario in una situazione di stallo. Per il momento rinunciò ai suoi piani, concentrandosi sull'assicurare l'elezione di Federico come re dei Romani alla fine del 1196. L'anno successivo fu impantanato da una rivolta in Sicilia e dai preparativi per la Crociata, per poi morire improvvisamente nel settembre del 1197. La sua morte pose definitivamente fine ai suoi piani per rendere la successione imperiale ereditaria; la questione fu presto dimenticata quando l'Impero fu dilaniato dalla guerra civile tra Filippo di Svevia e Ottone.

## Seguiti
I tentativi di Enrico di trasformare il titolo imperiale in un titolo ereditario alla fine furono futili e il Sacro Romano Impero rimase una monarchia elettiva (anche se de facto l'impero venne reso ereditario dagli Asburgo per gli ultimi quattro secoli di vita dell'impero, con solo la breve interruzione di Carlo VII di Baviera) fino alla sua dissoluzione in 1806.